# Тернейская волость
Тернейская волость (латыш. Ternejas pagastss) — бывшая территориальная единица в центральной части Валмиерского уезда Латвии. Находилась на северо-западе республики, в историческом регионе Видземе. 
Администрация волости до 1949 года была расположена в городе Руйиена. 
В 1940 году граничила с городом Руйиена, Лодской, Кёньской, Наукшенской, Ерской, Руйиенской, Идусской и Ипикской волостями своего уезда.

## История
10 сентября 1945 года на территории волости были образованы Тернейский и Вилпулкский сельские советы. После упразднения Тернейской волости 31 декабря 1949 года, они были включены в состав Руйиенского района.
В наши дни территория бывшей Поциемской волости распределена между Вилпулкской волостью Руйиенского края и Кёньской волостью Наукшенского края.

## Известные люди
- Харий Лиепиньш (1927—1998) — латвийский актёр. Народный артист СССР.